# Humberto Roa
Humberto Roa Gajardo (Talcahuano, 21 de febrero de 1912-Talcahuano, 19 de febrero de 1986) fue un futbolista chileno que actuaba como defensa. Fue campeón nacional con Audax Italiano en 1936 y 1946. Además, integró la selección chilena en los Campeonatos Sudamericanos de 1939, 1941, 1942 y 1945. 

## Trayectoria
Comenzó a jugar fútbol en Concepción, en el Deportivo O'Higgins, y en Industrial. Se trasladó a Chillán para actuar en Ñublense, donde estuvo dos años como centro delantero. Un deportista español lo llevó a Santiago para actuar en Unión Española, pero terminó fichando por Morning Star. En este equipo participó el primer partido oficial de la Primera División de Chile, el 22 de julio de 1933.
En 1934 llegó al Audax Italiano en donde actuó como centro delantero, half derecho y de back izquierdo. Junto con su compañero de zaga Ascanio Cortés, formaron la más recordada línea defensiva chilena de su época. En 1946 se coronó campeón nacional con Audax, y ese mismo año se retiró del fútbol profesional.
Volvió a la zona de Concepción, para cumplir su última etapa en el Victoria de Chile, y en el Pampa. En 1948 fue llamado para reforzar el combinado penquista que se enfrentó a River Plate.

## Selección nacional

### Participaciones en Campeonatos Sudamericanos
| Sudamericano                 | Sede    | Resultado     | PJ | G |
| ---------------------------- | ------- | ------------- | -- | - |
| Campeonato Sudamericano 1939 | Perú    | Cuarto puesto | 1  | 0 |
| Campeonato Sudamericano 1941 | Chile   | Tercer lugar  | 4  | 0 |
| Campeonato Sudamericano 1942 | Uruguay | Sexto puesto  | 6  | 0 |
| Campeonato Sudamericano 1945 | Chile   | Tercer lugar  | 1  | 0 |

## Clubes
| Club           | País  | Año       |
| -------------- | ----- | --------- |
| Morning Star   | Chile | 1933      |
| Audax Italiano | Chile | 1934-1946 |

## Palmarés

### Campeonatos nacionales
| Título                        | Club           | País  | Año  |
| ----------------------------- | -------------- | ----- | ---- |
| Primera División              | Audax Italiano | Chile | 1936 |
| Campeonato Especial de Receso | Audax Italiano | Chile | 1937 |
| Campeonato de Apertura        | Audax Italiano | Chile | 1941 |
| Primera División              | Audax Italiano | Chile | 1946 |